# Szengoku Basara 4
A Szengoku Basara 4 (戦国BASARA４) a Szengoku Basara videójáték-sorozat negyedik főjátéka, melyet a Capcom fejlesztett és jelentetett meg PlayStation 3-ra. A játék 2014. január 23-án jelent meg Japánban, nyugatra nem lokalizálták.
A játék frissítése, a Szengoku Basara 4: Szumeragi (戦国BASARA4 皇) 2015. július 23-án jelent meg Japánban PlayStation 3 és PlayStation 4 konzolokra.

## Játékmenet
A Szengoku Basara 4 akció-kaland hack and slash játék, melynek játékmenete az ismertebb Dynasty Warriors sorozathoz hasonló. A játékosok széles történelmi szereplőgárdából választhatják ki irányított karakterüket, akivel egész csatamezőnyi ellenséget kell legyőzniük. Ez a rész a sorozatban új játékmechanikai elemeket is bemutat, miközben az előző játékokból is átvesz bizonyos elemeket.

## Irányítható szereplők

### Szengoku Basara 4
Új
Sima Szakon
Sibata Kacuie
Jamanaka Sikanoszuke
Gotó Matabei
Ii Naotora
Visszatérő
Date Maszamune
Isida Micunari
Szanada Jukimura
Tokugava Iejaszu
Maeda Keidzsi
Katakura Kodzsúró
Oda Nobunaga
Macunaga Hiszaide
Tojotomi Hidejosi
Takenaka Hanbei
Azai Nagamasza
Oicsi
Csószokabe Motocsika
Móri Motonari
Szarutobi Szaszuke
Ótani Josicugu
Mogami Josiaki
Honda Tadakacu
Szaika Magoicsi
Curuhime
Kobajakava Hideaki
Tenkai
Kuroda Kanbei
Ótomo Szórin
Tacsibana Munesige
Simazu Josihiro
Fúma Kótaro

### Szengoku Basara 4: Szumeragi
Új
Kjógoku Maria
Asikaga Jositeru
Visszatérő
Takeda Singen
Ueszugi Kensin
Kaszuga
Maeda Tosiie
Maeda Macu
Akecsi Micuhide

## Zene
A játék nyitó főcímdala T.M.Revolution Count Zero, míg záró főcímdala a Scandal Runners High című dala. A két szám a Count Zero/Runners High (Szengoku Basara 4 EP) split lemezen jelent meg. A játék zenei anyagát Maeba Hiromicu, Kondó Rei, Isi Maszajosi, Aoki Maszahiro, Kató Azusza, Hatade Jaszutaka, Okubo Szatosi és Szakurai Szara szerezte, Japánban 2014. január 29-én jelent meg.

## Fogadtatás
A japán Famicú szaklap cikkírói 9/9/9/8 pontszámmal jutalmazták a játék eredeti, míg 9/8/8/9 a frissített verzióját. A Szengoku Basara 4-ből nyitóhetén 176 313 példány kelt, míg a Szumeragi frissítéséből összesen 94 050 darab.